# 準噶爾翼龍屬

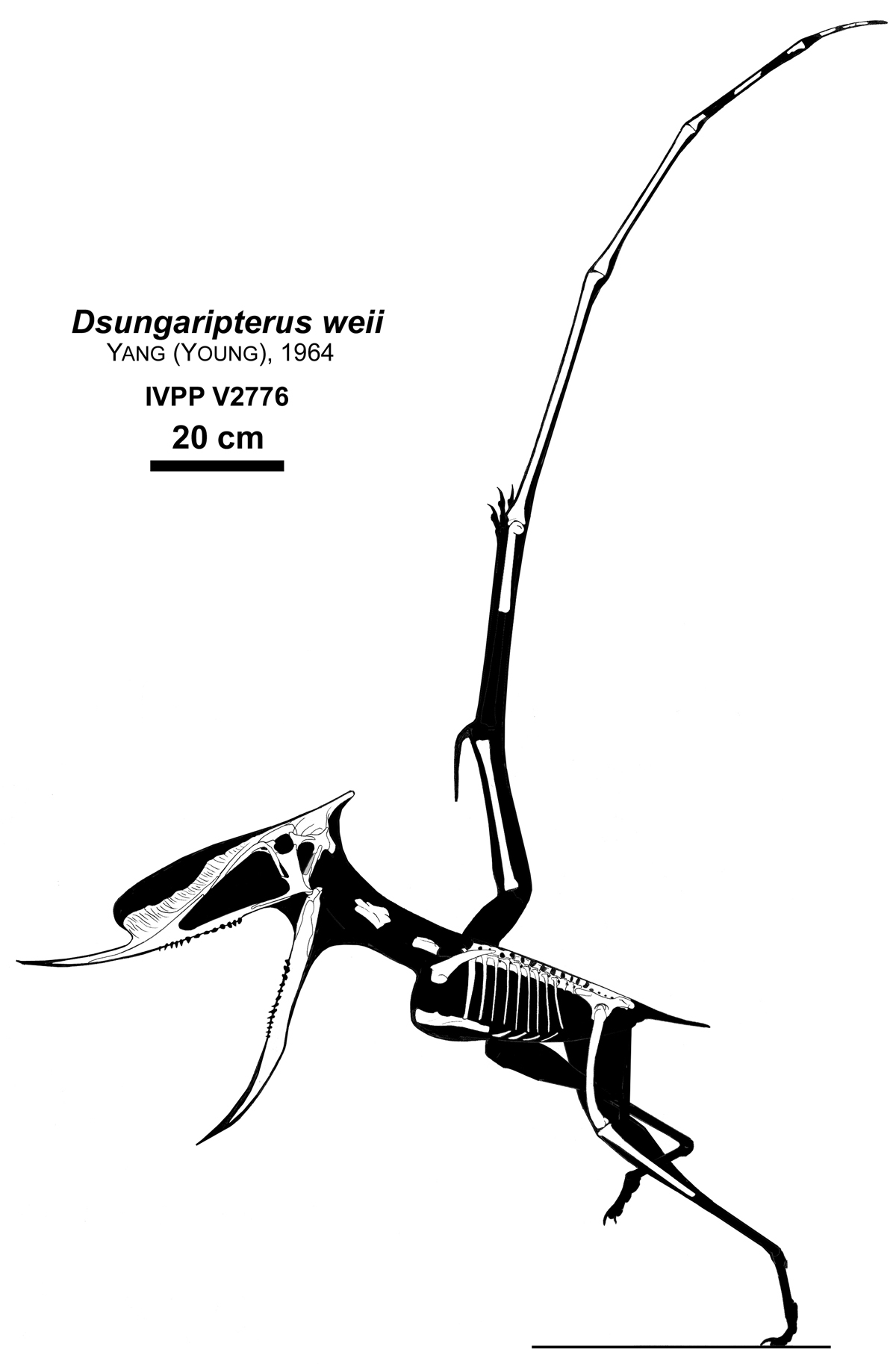
骨骼重建图

準噶爾翼龍（學名：Dsungaripterus）是翼龍目下的一屬，翼展可達3米。牠生活於白堊紀前期，化石首次發現於準噶爾盆地。湖翼龍是準噶爾翼龍的近親，曾經是準噶爾翼龍的一個種。

## 外表

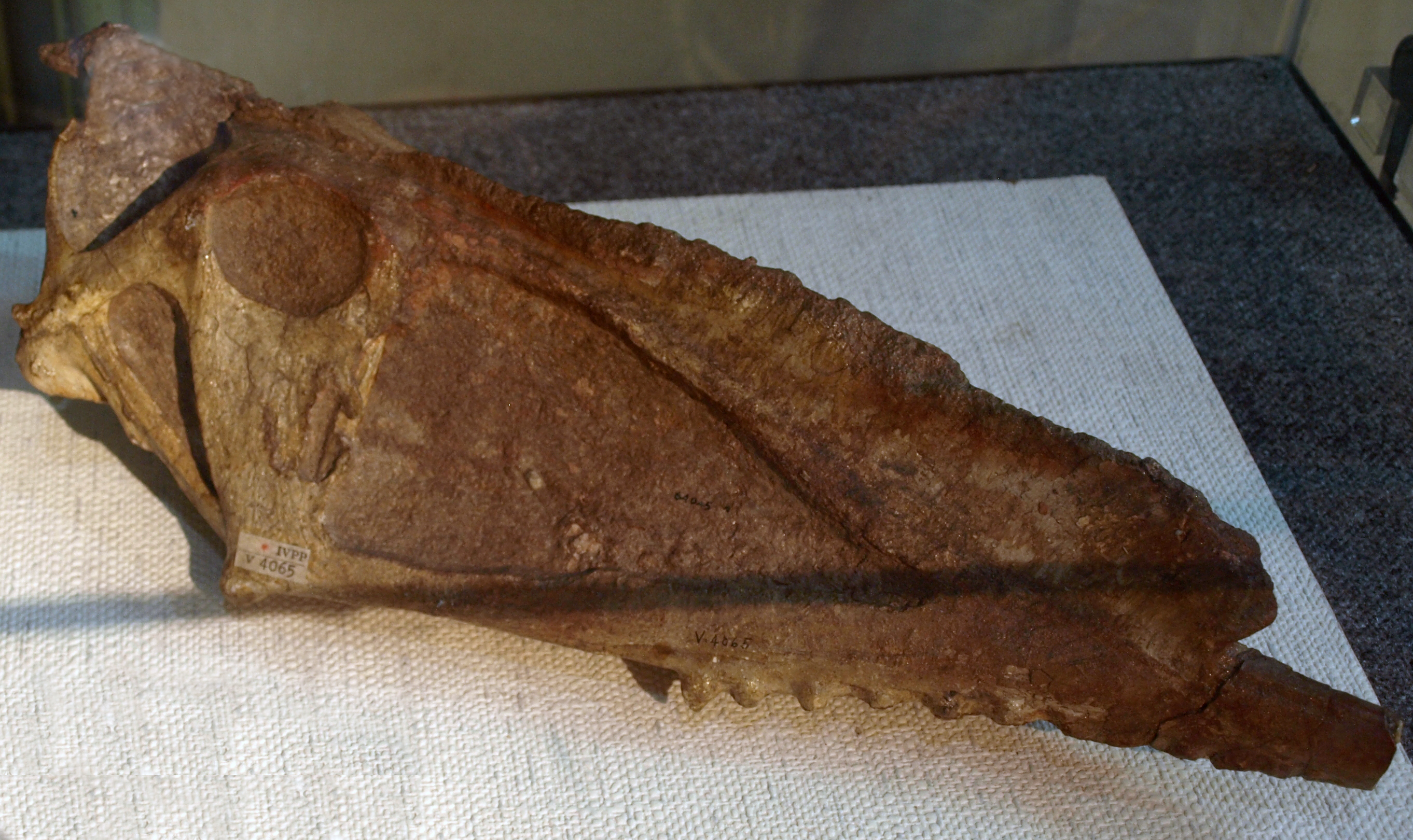
魏氏準噶爾翼龍的化石，位於中國古動物館

準噶爾翼龍的頭顱骨頂部至喙的中央有一個低的骨狀冠。牠的頭及頸部幾乎達1米長。牠最明顯的特徵是修長、向上彎的頜部，在頂部形成一個尖，外形就彷彿是一個會飛的鉗子。頜部的前端沒有牙齒，而頜部很有可能是用來從居住的岩石及沙泥灘中間捕捉蝦蟹。頜部的後部有像臼齒的櫛，非常適合壓碎蝦蟹的外殼。